# Йенсен, Ангелина
Ангели́на Ками́лла Йе́нсен (дат. Angelina Camilla Jensen; род. 23 мая 1973, Торнбю, Копенгаген) — датская кёрлингистка и тренер по кёрлингу.
В составе женской сборной Дании участница зимних Олимпийских игр 2010 года (команда Дании заняла пятое место); серебряный (2007) и бронзовый (2009) призёр чемпионатов мира среди женщин, бронзовый призёр чемпионатов Европы. Многократная чемпионка Дании среди женщин. Трёхкратная чемпионка Дании среди смешанных команд. В составе юниорской женской сборной Дании участник шести чемпионатов мира (лучший результат — бронзовые медали в 1993 и 1994). Шестикратная чемпионка Дании среди юниоров.
В «классическом» кёрлинге (команда из четырёх человек одного пола) играет в основном на позициях второго и четвёртого. Скип команды (в т. ч. на зимних Олимпийских играх 2010, выступая на позиции второго).

## Достижения
- Чемпионат мира по кёрлингу среди женщин: серебро (2007); бронза (2009).
- Чемпионат Европы по кёрлингу: бронза (2008, 2009).
- Чемпионат Дании по кёрлингу среди женщин: золото (1994, 2004, 2006, 2007, 2008, 2009), серебро (2017), бронза (2013, 2014).
- Чемпионат Дании по кёрлингу среди смешанных команд: золото (1991, 1996, 2000).
- Чемпионат мира по кёрлингу среди юниоров: бронза (1993, 1994).
- Чемпионат Дании по кёрлингу среди юниоров: золото (1987, 1989, 1991, 1992, 1993, 1994).

## Команды
| Сезон                                          | Четвёртый           | Третий          | Второй                   | Первый               | Запасной                                                               | Турниры                                |
| ---------------------------------------------- | ------------------- | --------------- | ------------------------ | -------------------- | ---------------------------------------------------------------------- | -------------------------------------- |
| 1986—87                                        | June Simonsen       | Дорте Хольм     | Ангелина Йенсен          | Dorthe Andersen      |                                                                        | ЧДЮ 1987                               |
| 1988—89                                        | June Simonsen       | Дорте Хольм     | Ангелина Йенсен          | Dorthe Andersen      |                                                                        | ЧДЮ 1989                               |
| 1988—89                                        | June Simonsen       | Дорте Хольм     | Dorthe Andersen          | Ангелина Йенсен      |                                                                        | ЧМЮ 1989 (9 место)                     |
| 1989—90                                        | June Simonsen       | Дорте Хольм     | Dorthe Andersen          | Ангелина Йенсен      |                                                                        | ЧМЮ 1990 (8 место)                     |
| 1990—91                                        | June Simonsen       | Дорте Хольм     | Ангелина Йенсен          | Хелене Йенсен        |                                                                        | ЧДЮ 1991                               |
| 1990—91                                        | Дорте Хольм         | June Simonsen   | Маргит Пёртнер           | Хелене Йенсен        | Ангелина Йенсен                                                        | ЧМЮ 1991 (6 место)                     |
| 1991—92                                        | Ангелина Йенсен     | Дорте Хольм     | Маргит Пёртнер           | Хелене Йенсен        |                                                                        | ЧДЮ 1992                               |
| 1991—92                                        | Дорте Хольм         | Маргит Пёртнер  | Ангелина Йенсен          | Хелене Йенсен        | Nel-Britt Kristensen                                                   | ЧМЮ 1992 (8 место)                     |
| 1992—93                                        | Ангелина Йенсен     | Дорте Хольм     | Маргит Пёртнер           | Хелене Йенсен        |                                                                        | ЧДЮ 1993                               |
| 1992—93                                        | Дорте Хольм         | Ангелина Йенсен | Маргит Пёртнер           | Хелене Йенсен        | Kamilla Schack                                                         | ЧМЮ 1993                               |
| 1993—94                                        | Хелена Блак         | Ангелина Йенсен | Маргит Пёртнер           | Шарлотта Хедегор     | Хелене Йенсен                                                          | ЧЕ 1993 (8 место)                      |
| 1993—94                                        | Ангелина Йенсен     | Дорте Хольм     | Kamilla Schack           | Хелене Йенсен        | Шарлотта Хедегор                                                       | ЧДЮ 1994 · ЧМЮ 1994                    |
| 1993—94                                        | Хелена Блак         | Ангелина Йенсен | Хелене Йенсен            | Маргит Пёртнер       | Шарлотта Хедегор                                                       | ЧДЖ 1994                               |
| 1993—94                                        | Хелена Блак Лаурсен | Ангелина Йенсен | Маргит Пёртнер           | Хелене Йенсен        | Дорте Хольм                                                            | ЧМ 1994 (9 место)                      |
| 2003—04                                        | Ангелина Йенсен     | Камилла Йенсен  | Шарлотта Хедегор         | Ане Хансен           |                                                                        | ЧДЖ 2004                               |
| 2005—06                                        | Мадлен Дюпон        | Камилла Йенсен  | Дениз Дюпон              | Ангелина Йенсен      | Шарлотта Хедегор тренер: Эдриан Мейкл (ЧМ)                             | ЧДЖ 2006 · ЧМ 2006 (6 место)           |
| 2006—07                                        | Мадлен Дюпон        | Камилла Йенсен  | Дениз Дюпон              | Ангелина Йенсен      | Шарлотта Хедегор (ЧЕ), Ане Хансен (ЧМ, ЧДЖ) тренер: Kjell-Arne Olsson  | ЧЕ 2006 (7 место) · ЧДЖ 2007 · ЧМ 2007 |
| 2007—08                                        | Мадлен Дюпон        | Камилла Йенсен  | Дениз Дюпон              | Ангелина Йенсен      | Ане Хансен тренер: Kjell-Arne Olsson                                   | ЧДЖ 2008 · ЧМ 2008 (5 место)           |
| 2008—09                                        | Мадлен Дюпон        | Дениз Дюпон     | Ангелина Йенсен          | Камилла Йенсен       | Ане Хансен тренер: Kjell-Arne Olsson                                   | ЧЕ 2008                                |
| 2008—09                                        | Мадлен Дюпон        | Камилла Йенсен  | Дениз Дюпон              | Ангелина Йенсен      | Ане Хансен тренер: Kjell-Arne Olsson                                   | ЧДЖ 2009 · ЧМ 2009                     |
| 2009—10                                        | Мадлен Дюпон        | Дениз Дюпон     | Ангелина Йенсен          | Камилла Йенсен       | Ане Хансен тренеры: Kjell-Arne Olsson (ЧЕ, ЗОИ), Рене Зонненберг (ЗОИ) | ЧЕ 2009 · ЗОИ 2010 (5 место)           |
| 2009—10                                        | Мадлен Дюпон        | Камилла Йенсен  | Дениз Дюпон              | Ангелина Йенсен      | Ивана Братич тренер: Рене Зонненберг                                   | ЧМ 2010 (6 место)                      |
| 2012—13                                        | Ангелина Йенсен     | Камилла Йенсен  | Ане Хансен               | Ивана Братич         |                                                                        | ЧДЖ 2013                               |
| 2013—14                                        | Ангелина Йенсен     | Камилла Йенсен  | Ане Хансен               | Ивана Братич         |                                                                        | ЧДЖ 2014                               |
| 2016—17                                        | Ангелина Йенсен     | Камилла Йенсен  | Кристин Свенсен          | Pavla Rubasova       |                                                                        | ЧДЖ 2017                               |
| 2017—18                                        | Ангелина Йенсен     | Камилла Йенсен  | Метте де Неергор         | Кристин Свенсен      | Ане Хансен                                                             | [ 7 ]                                  |
| 2017—18                                        | Ангелина Йенсен     | Кристин Грёнбех | Камилла Скаарберг Йенсен | Лина Альминд Кнудсен | Ивана Братич тренер: Джейми Денбрук                                    | ЧМ 2018 (11 место)                     |
| Кёрлинг среди смешанных команд (mixed curling) |                     |                 |                          |                      |                                                                        |                                        |
| 1990—91                                        | Johannes Jensen     | Ангелина Йенсен | Ульрик Дамм              | Кирстен Йенсен       |                                                                        | ЧДСК 1991                              |
| 1995—96                                        | Ангелина Йенсен     | Lasse Legaard   | Lone Christiansen        | Ronni Legaard        |                                                                        | ЧДСК 1996                              |
| 1999—00                                        | Ангелина Йенсен     | Lasse Legaard   | Камилла Йенсен           | Ronni Legaard        | Шарлотта Хедегор                                                       | ЧДСК 2000                              |

(скипы выделены полужирным шрифтом)

## Результаты как тренера национальных сборных
| Год  | Турнир                                                  | Сборная                          | Место |
| ---- | ------------------------------------------------------- | -------------------------------- | ----- |
| 2019 | Зимний европейский юношеский Олимпийский фестиваль 2019 | Дания (юниоры смешанная команда) | 5     |
| 2022 | Чемпионат мира по кёрлингу среди юниоров 2022           | Дания (юниоры жен.)              | 10    |

## Частная жизнь
Ангелина — представительница семьи известных датских кёрлингистов Йенсен. Её отец, Йоханнес Йенсен (дат. Johannes Jensen) — кёрлингист, тренер и долгое время, с 1987 года, президент знаменитого датского кёрлинг-клуба Tårnby Curling Club; в 2021 за заслуги в развитии мирового кёрлинга (в категории «Builder») введён в Международный зал славы кёрлинга Всемирной федерации кёрлинга. Её мать Кирстен Йенсен — кёрлингистка и тренер, чемпионка Дании, выступала на чемпионатах мира и Европы. Её сестра Камилла — титулованная датская кёрлингистка, так же, как и Ангелина (и почти всегда в одной команде с сестрой), многократно выигрывала чемпионаты Дании и играла на международных чемпионатах и турнирах за разные сборные Дании, призёр чемпионатов мира и Европы. Йоханнес, Кирстен и Ангелина в одной команде в 1991 выиграли чемпионат Дании среди смешанных команд.
Начала заниматься кёрлингом в 1987 году в возрасте 14 лет.